# مقاطعة مايز (أوكلاهوما)
مقاطعة مايز (بالإنجليزية: Mayes County)‏ هي إحدى مقاطعات ولاية أوكلاهوما في الولايات المتحدة الأمريكية.